# Vid älvarna i Babylon
Vid älvarna i Babylon (tyska: An Wasserflüssen Babylon) är en tysk psalm vars melodi är av Wolfgang Dachstein. Psalmen översattes till svenska av Johan Ludvig Runeberg 1854 efter psaltarpsalm 137 och tidigare förebilder (svensk, tysk), texten har bearbetat.och fick titeln Vid älvarna i Babylon. 

## Publicerad i
- Göteborgspsalmboken under rubriken "Om Boot och Bättring".[3]
- Den svenska psalmboken 1694 som nummer 117 under rubriken "Konung Davids Psalmer".
- 1695 års psalmbok som nummer 102 under rubriken "Konung Davids Psalmer".[1]
- Svensk psalmbok för den evangelisk-lutherska kyrkan i Finland (1986).´ som nummer 573 unde rubriken "Det kristna hoppet"